# Cerapteryx radiata
Cerapteryx radiata là một loài bướm đêm trong họ Noctuidae.